# 羅德島州第一國會選區
羅德島州第一國會選區（英語：Rhode Island's 1st congressional district）是美国羅德島州兩個國會選區之一，始於1843年。2013年起範圍包括羅德島州東部。2000年人口754,854人。
本區1855至1891年一直支持共和黨，此後是兩黨互有勝負的選區。目前該區眾議院為民主黨籍的蓋伯·阿莫。